# Avio
Avio S.p.A. — італійська компанія із головним офісом у Коллеферро (Рим, Італія), працює в аерокосмічному секторі. Компанія присутня в Італії та за кордоном, має різні комерційні офіси та 10 виробничих майданчиків. Avio працює у 5 основних сферах бізнесу у цивільному та військовому секторах:
- модулі та компоненти для силових установок літаків та вертольотів;
- твердопаливні двигуни для космічних та тактичних силових установок;
- технічне обслуговування та ремонт;
- авіаційні газові турбіни для морського та промислового застосування;
- електронні/електричні системи управління та автоматизації[3].

Avio головний підрядник для європейської ракети-носія легкого класу Vega та субпідрядник програми «Ariane», яка фінансується Європейським космічним агентством (ESA).
Компанія проводить дослідження з метою зменшення впливу на навколишнє середовище авіаційних двигунів, відповідно до цілей зменшення споживання та викидів, продиктованих ACARE в межах європейської зони.
Avio має 5 об'єктів в Італії, Франції та Французькій Гвіані, і в ній працює близько 1000 людей, близько 30 % з яких працюють у галузі досліджень та розробок.
Акції Avio розміщені на Міланській фондовій біржі, у 2018 році компанія мала дохід у розмірі 388,7 млн євро.